# ヴァラッロ・ポンビア
ヴァラッロ・ポンビア（伊: Varallo Pombia）は、イタリア共和国ピエモンテ州ノヴァーラ県にある、人口約4,900人の基礎自治体（コムーネ）。

## 地理

### 位置・広がり
| 隣接するコムーネは以下の通り。括弧内のVAはヴァレーゼ県所属を示す。 - ボルゴ・ティチーノ - カステッレット・ソプラ・ティチーノ - ディヴィニャーノ - ポンビア - ソンマ・ロンバルド (VA) |

## 姉妹都市
- ティオンヴィル、フランス
- アッチャーノ、イタリア